# Arkadiusz Barta
Arkadiusz Barta (ur. w 1972 w Kołobrzegu) – polski lekkoatleta, który specjalizował się w rzucie oszczepem.
W 1991 wywalczył brązowy medal mistrzostw Polski juniorów osiągając wynik 70,22. Reprezentant klubu Sztorm Kołobrzeg. Absolwent poznańskiego AWF. Rekord życiowy: 70,34 (12 września 1991, Zielona Góra).
Syn Michała.